# Federico Frezzi
Federico Frezzi, né à Foligno au XIVe siècle et mort en 1416 au concile de Constance, est un évêque, théologien et poète italien. Comme poète, il laisse le Quadriregio, une description des quatre règnes (Amour, Satan, Vices et Vertus), imitation de Dante.

## Biographie
Federico Frezzi naquit à Foligno. On ne connaît ni la date de sa naissance ni l'emploi qu'il fit des premières années de sa jeunesse. Étant entré dans l'Ordre des Prêcheurs, il y fut maître en théologie, provincial de la province romaine, et enfin, le 17 octobre 1403, évêque de Foligno sa patrie, dont il gouverna l'église pendant environ treize ans. Il fonde au couvent des Dominicains de Foligno une Académie des conciles dont les travaux ont pour but l'étude historique des conciles et la discussion du droit canon, des dogmes et, entre autres, de la discipline religieuse. Envoyé au concile de Pise en 1409, il le fut aussi à celui de Constance. Il mourut en 1416 à Constance même, lorsque le concile durait encore. 

## Œuvres
Il n'est resté d'autre ouvrage de Frezzi qu'un long poème divisé en quatre livres sous le titre de Quadriregio o poema de' quattro regni. Le premier de ces quatre règnes est celui de l'Amour ; le second est celui de Satan ; le troisième celui des Vices, et le quatrième est le règne des Vertus. L'auteur est imitateur de Dante, et dans l'idée et dans la forme de son poème ; et quoique loin d'approcher de ce grand modèle, il s'en écarte moins qu'aucun autre poete du méme temps. Dans le premier livre, c'est l'Amour qui lui apparaît, qul le conduit dans différentes parties de son empire et qui lui fait connaître, par plusieurs épreuves, le bonheur qu'il procure et les maux auxquels on s'expose en se livrant à lui. Du règne de l'Amour ou de Cupidon, que l'auteur fuit pour toujours, il veut se rendre au règne des Vertus ; mais il faut auparavant qu'il traverse ceux de Satan et des Vices, dont Satan est le père. Une déesse à laquelle on ne s'attend pas, se présente pour l'y conduire : c'est Minerve. Elle traverse avec lui le règne de Satan et celui des Vices, en lui apprenant à en connaltre lés détours, les profondeurs et les dangers. Malgré la force prodigieuse de Satan, elle lui apprend aussi à le vaincre, à le terrasser et à poursuivre malgré lui sa route. Arrivé enfin at règne des Vertus, il se trouve que c'est le Jardin d'Éden. Minerve le remet entre les mains d'Hénoch et d'Élie, qu'ils y rencontrent, et ce sont eux qui lui en expliquent et lui apprennent à en contempler les merveilles. 

## Éditions
La première édition du Quadriregio parut à Pérouse, des les premiers temps de l'imprimerie, avec un long titre moitié italien et moitié latin, qui commence ainsi : Incomincia el libro intitulato Quatriregio, del decursu della vita humana de messer Federico, etc., et à la fin : Impresso a Peruscia, per maestro Steffano Arns Almano, nel 1481, in-fol., à deux colonnes et en caractères tirant sur le gothique. Il s'en fit, dans moins de trente ans, cinq autres éditions, de méme format et avec le même titre, ce qui prouve le grand succès qu'eut alors cet ouvrage : Bologne, 1494 ; c'est la plus estimée de ces anciennes éditions, qui sont toutes presque également rares ; Venise, 1501 ; Florence, 1508, et une autre ibid., sans date ; Venise, 1511. Pendant plus de deux siècles ce poème ne fut point réimprimé ; enfin l'Accademia dei Rinvigoriti de Foligno se détermina à en donner une nouvelle édition, plus correcte que toutes les précédentes, d'après les meilleures de ces éditions et d'après d'anciens manuscrits : elle parut à Foligno, 1723, en 2 volumes in-4° ; le second volume contient des notes, des observations historiques, des esplications grammaticales, une dissertation apologétique sur le poeme et sur l'auteur, etc. 